# Ronnie Hawkins

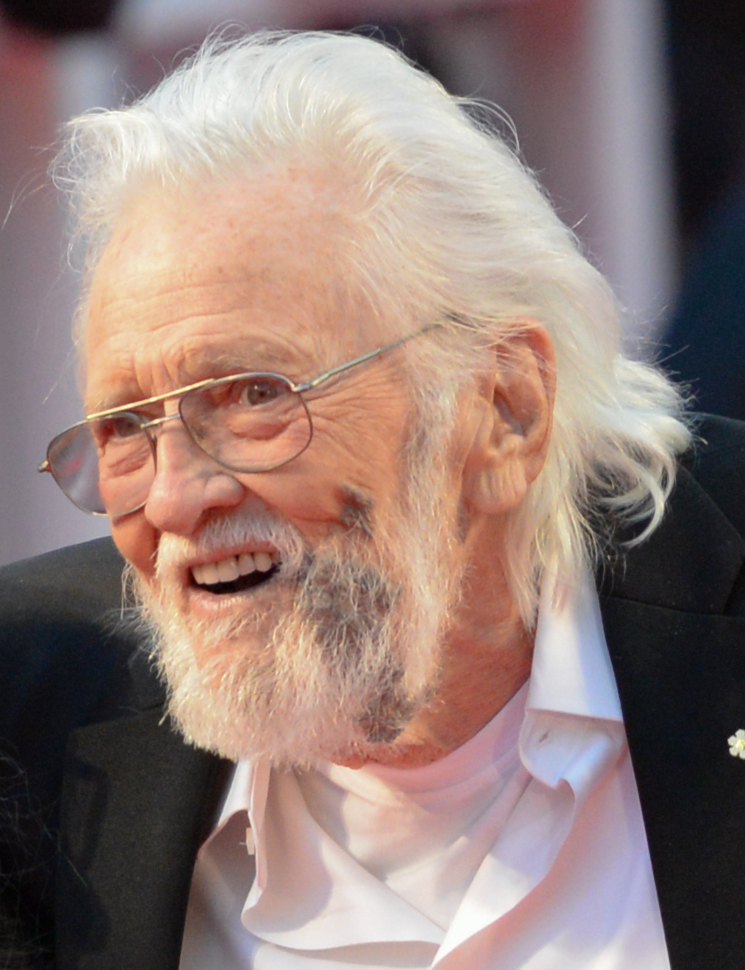
Ronnie Hawkins, 2019

Ronald Cornett Hawkins (* 10. Januar 1935 in Huntsville, Arkansas; † 29. Mai 2022 in Toronto, Ontario) war ein US-amerikanischer Sänger.
Er war Begleitmusiker von Carl Perkins und Conway Twitty sowie Bandleader von Ronnie Hawkins and the Hawks, deren Mitglieder sich 1963 unter dem Namen The Band selbständig machten. Hawkins’ erste Plattenaufnahmen entstanden bei Roulette Records.
The Hawk war für seinen blumigen Wortwitz und one-line jokes bekannt, was von seinem Freund Kris Kristofferson in einem Interview bestätigt wurde.

## Diskografie
- 1958: Hey Bo Diddley / Love Me Like You Can
- 1958: Dizzy Miss Lizzy / Oh Sugar
- 1959: Forty Days / One of These Days
- 1959: Mary Lou / Need Your Lovin’ (Oh So Bad)
- 1959: Wild Little Willie / Need Your Lovin’
- 1959: My Gal Is Red Hot / Mary Lou
- 1960: Cold Cold Heart / Nobody’s Lonesome for Me
- 1963: Who Do You Love / Bo Diddley
- 1965: Bluebirds over the Mountain / Diddley Diddley Daddy
- 1970: Down in the Alley / Matchbox

## Filmografie (Auswahl)
- 1978: The Band – The Last Waltz
- 1980: Heaven’s Gate